# Napoli Basket (1978)
El Napoli Basket fue un club de baloncesto italiano con sede en la ciudad de Nápoles, en Campania. Disputaba sus encuentros de local en el PalArgento de Nápoles, con capacidad para 8.000 espectadores. Los colores de la sociedad eran el blanco y el azul.

## Historia
El club nació en 1978, cuando Nicola De Piano adquirió los derechos deportivos del Partenope Napoli Basket, que había bajado a la Serie B el año anterior. Tras subir a la Serie A2, en 1983 el club logró el ascenso a la máxima división italiana. En su debut en Serie A1, finalizó la temporada regular en el séptimo lugar, disputando los play-offs para ganar el título. Excepto la temporada 1986-87, quedaría en Serie A1 hasta la temporada 1990-91. Después de tres temporadas en Serie A2, en 1994 De Piano vendió la entidad a los hermanos Rossini quienes, tras otro año en Nápoles, mudaron la sede de juego a Battipaglia, donde el club jugaría otras dos temporadas en Serie A2 antes de desaparecer.

## Denominaciones
| - 1981-1983: Sèleco - 1983-1984: Febal - 1984-1986: Mulat - 1986-1987: AlfaSprint - 1987-1988: Wüber - 1988-1990: Paini - 1990-1991: Filodoro - 1991-1992: Depi - 1992-1993: Yoga - 1993-1994: Newprint - 1994-1997: Jcoplastic |

## Jugadores destacados
- Walter Berry
- Marco Bonamico
- Alex English
- Lee Johnson
- Mike Mitchell